# Marija Krucifiksa di Rosa
Sveta Marija Krucifiksa di Rosa (rođena kao Paolina Francesca di Rosa) (Brescia, 6. studenoga 1813. – Brescia, 15. prosinca 1855. katolička redovnica i utemeljiteljica reda ančela (službenica milosrđa).

## Životopis
Rođena je kao šesto od devetero djece u obitelji Clementa i grofice Camille u Brescii. U 11. godini ostaje bez majke. Nakon majčine smrti, otac je šalje na petogodišnje školovanje kod sestara od Pohođenja. Nakon povratka odbija udaju, nastavlja brigu o obitelji te preuzima upravu očeve tvornice svile sa 70 radnika.
Epidemija kolere izbija u Bresci 1836. Napušta očevu tvornicu i odlazi u bolnicu dvoriti bolesnike, a sa svojim suradnicama službeno počinje raditi 18. svibnja 1840. Uzimaju ime Ancelle della Carità di Brescia (Službenice milosrđa). Beč im odobrava rad u bolnici 1843., a službena potvrda reda dolazi od Kongregacije za redovnike 1847.
Umire u 42. godini života. Za života otvorila je šest zajednica u Italiji i dvije u Hrvatskoj. Blaženom je proglašava papa Pio IX. 1940., a svetom 1955.

## Vanjske poveznice
- Životopis na stranicama zajednice  Arhivirana inačica izvorne stranice od 17. srpnja 2013. (Wayback Machine) (tal.)